# Brzezna-Litacz
Brzezna-Litacz - część wsi Brzezna w Polsce, położona w województwie małopolskim, w powiecie nowosądeckim, w gminie Podegrodzie